# Anna Maria Walker
Anna Maria Walker, född 1778, död 1852, var en skotsk botaniker, verksam på Ceylon tillsammans med sin make George Warren Walker (1778–1843). Paret Walker samlade mellan 1830 och 1838 in en samling av plantor från den lokala floran, och korresponderade med flera av samtidens forskare. Ett flertal plantor fick sitt namn efter dem bland dem Vanilla walkeriae, Liparis walkeriae och Thrixspermum walkeri. Anna Maria Walker utförde även en illustrerad studie av ett flertal arter orkidéer. 

## Verk
- [Walker, A.W] (1835). ”Journal of an ascent to the summit of Adam's Peak, Ceylon.”. Companion to the Botanical Magazine 1:  sid. 3–14. https://biodiversitylibrary.org/page/34221099.[7]
- Walker, A.W[arren] (1840). Journal of a tour in Ceylon. Journal of Botany 2: 223–56.